# سیارک ۱۷۹۵۹
سیارک ۱۷۹۵۹ (به انگلیسی: 17959 Camierickson، نامگذاری:1999JZ33) هفده هزار و نهصد و پنجاه و نهمین سیارک کشف شده‌است که در ۱۰ مه ۱۹۹۹ کشف شد.
قدر مطلق سیارک برابر ۱۹.۵ است.